# Moore Global Network
Moore (früher: Moore Stephens) ist ein weltweit tätiges Netzwerk von Wirtschaftsprüfern und Beratern. Die Mitgliedsunternehmen sind rechtlich eigenständige Partnerunternehmen der Moore Global Network Limited (früher: Moore Stephens International Limited/MSIL) mit Sitz in London. Die Gründung des Netzwerks erfolgte im Jahre 1907 in London als Moore, Partridge & Co. Es folgten die Namen Moore & Co ab 1914 und Moore, Stephens & Co ab 1918. Ab 1986 hieß das Netzwerk Moore Stephens. Im September 2019 wurde die Gesellschaft im Zuge eines weltweiten Rebrandings in Moore umbenannt. Das jährliche Honorarvolumen der angeschlossenen Mitglieder beläuft sich auf rund 3,06 Milliarden US-Dollar. Damit zählt Moore zu den größten weltweit tätigen Wirtschaftsprüfungs- und Beratungsgesellschaften.

## Unternehmensdaten
Für Moore sind weltweit rund 30.000 Partner und Mitarbeiter tätig. Das Netzwerk besteht aus 547 Partnerbüros in 113 Ländern. Neben der länder- und branchenübergreifenden Zusammenarbeit sind weltweite Qualitätsstandards charakteristisch. Moore gehört der Gruppe sogenannten „mid-tier networks“ in der Wirtschaftsprüfungsbranche an.

## Tätigkeitsfelder
Die Mitgliedsunternehmen bieten unter Berücksichtigung der jeweiligen nationalen Gesetzeslage Dienstleistungen in den Bereichen Wirtschaftsprüfung, Steuerberatung, Rechnungswesen, Unternehmens-, Vermögens-, IT- und Rechtsberatung sowie Corporate Finance an.

## Moore in Österreich
Die Mitglieder von Moore Austria haben rund 440 Angestellte, davon mehr als 90 Berufsträger (Wirtschaftsprüfer und Steuerberater). Das Netzwerk besteht aus 11 Partnerkanzleien und ist in sechs der neun österreichischen Bundesländer vertreten. Zusätzlich zu den Netzwerk-Schwerpunkten Tax und Audit führt die Salzburger Kanzlei eigene Tochterunternehmen mit der Online-Registrierkasse Q-Bon bzw. dem Online-Buchhaltungsprogramm Q-Tax, und eine Wiener Kanzlei spezialisierte sich auf Wirtschaftsmediation.

## Moore in Deutschland
Die deutschen Mitgliedskanzleien von Moore sind flächendeckend mit 12 Mitgliedern an 20 Standorten vertreten und betreuen mit rund 1.200 Partnern und Mitarbeitern über 2000 mittelständische und über 2000 internationale Unternehmen (Stand September 2021).